# わーすた
わーすた（The World Standard）は、2015年に結成された日本の女性アイドルグループ。所属事務所はエイベックス・マネジメント。所属レーベルはiDOL Street。
SUPER☆GiRLS、Cheeky Parade、GEMに続くレーベル第4弾アーティスト。メンバーの猫耳が特徴。

## 概要
エイベックスのレーベルおよびプロジェクト「iDOL Street」デビュー候補生（通称：ストリート生）から選抜された4名によるグループ。
2015年1月11日、『iDOL Street 2015 ストリートは進化する 〜ご来場者全員とハイタッチ会〜』で、グループの結成と、楽曲のプロデュースを鈴木まなかが務めることが発表された。同年3月29日、『iDOL Street ストリート生全校集会 〜2014年度終業式〜』で正式にグループ名やメンバーが公開された。
「わーすた」は「The World Standard（世界標準）」の略称。世界に照準を合わせて活動しているデジタルネイティブ世代アイドルで、SNSとリアルアイドル活動を通じて世界にKAWAIIジャパンアイドルカルチャーを発信している。そのためスマートフォンによるライブの撮影をOKとし、その画像や動画は、X、instagram、TikTokなどのSNSに、ファンによって拡散されている。また、世界12か国のアイドルイベントやアニメイベントに参加してライブを行っている（2024年8月末時点）。海外での活動名は「Wasuta」。時期を見て「The World Standard」表記になる構想もあった。 メンバーの選定やグループ名の考案は鈴木まなかも関わっている。
2017年4月から、3月にPrizmmy☆が解散した後を引き継ぐ形で「アイドルタイムプリパラ」のテーマ曲を担当することになった。これに伴いアニメ関連のイベント参加が増えている。また、「東京ゲームショウ2016 オフィシャルサポーター」や「RAGE 2018 Summer 公式サポーター」に就任するなど、ゲーム関連のイベントにも進出している。
活動4年目となる2018年、鈴木まなかのプロデュースを離れ、みきとPと、SHIROSE（WHITE JAM）が音楽制作に関わり、楽曲の幅が広がっていく。2019年以降は、わーすたのバックバンド「NEKONOTE BAND」のバンドマスターである岸田勇気が音楽プロデュース。自身による作詞作曲編曲と、親交深いアーティスト（草野華余子、田淵智也）や、作家（sasakure.UK、園田健太郎、田中秀和、渡辺翔）の作詞作曲で、わーすたのスキルを生かしたリテラシーの高い楽曲をプロデュースしている。
特徴として、KAWAIIを具現化するべく、1つの楽曲のなかに奇天烈な世界観や特徴あるメッセージが含まれており、グループ名のもととなる「World Standard」を踏まえ、世界の音楽やルーツミュージックを取り入れている楽曲が多数存在する。
結成当初は基本的にボーカルメンバー（廣川・三品）とダンスメンバー（坂元・松田・小玉）に分かれていたが、2021年12月の坂元卒業後は松田と小玉もソロパート・歌割りが増えている。

## 略歴
2015年
1月11日、『iDOL Street 2015 ストリートは進化する 〜ご来場者全員とハイタッチ会〜』（代々木公園野外ステージ）でレーベル第4弾グループの結成を発表。
3月29日、『iDOL Street ストリート生全校集会 〜2014年度終業式〜』（AKIBAカルチャーズ劇場）でグループ名およびメンバーを公開。
4月29日、『iDOL Street Carnival 2015 〜GOLDEN PARADE!!!!!〜』（NHKホール）で、パフォーマンスや衣装を初披露。
7月24日 - 8月28日、AKIBAカルチャーズ劇場の『デビュー直前アイドル5組新人公演2015〜真夏のシンデレラたち〜』で金曜日公演を担当。同劇場での10月からのレギュラー公演獲得権をかけて競い、優勝した。
10月5日 - 12月21日、初の定期公演『ワンダフル・ワールド』（AKIBAカルチャーズ劇場）を開催。
12月29日、『第4回アイドル楽曲大賞2015』インディーズ/地方アイドル楽曲部門で、「いぬねこ。青春真っ盛り」が1位に入賞。
2016年
2月28日、初のワンマンライブ『The World Standard』(渋谷CLUB QUATTRO)を開催。
3月29日、定期ライブ『わーすたランド わ-1』（新宿BLAZE）を開催。
5月4日、1stアルバム『The World Standard』でメジャーデビュー。
6月10日、定期ライブ『わーすたランド わ-2』（原宿アストロホール）を開催。チケットは完売した。
7月1日、『東京ゲームショウ2016』のオフィシャルサポーターに就任。
9月3日、定期ライブ『わーすたランド わ-3』（TSUTAYA O-EAST）を開催。チケットは完売した。
9月28日、1stシングル「完全なるアイドル」を発売。iDOL Streetとしては初となるハイレゾ音源を配信。
10月2日、初のレギュラーラジオ番組『わーるどすたんだーどニッポン』放送開始。
10月22日 - 12月11日、初のライブハウスツアー『完全なるライブハウスツアー2016 〜猫耳捨てて走り出すに゛ゃー〜』を開催。全国6地区を回った。
12月28日、『わーすた わーしっぷ大感謝祭2016』（新宿BLAZE）を開催。
12月29日、『第5回アイドル楽曲大賞2016』メジャーアイドル楽曲部門で、「うるとらみらくるくるふぁいなるアルティメットチョコびーむ」が4位に入賞。
2017年
1月28日、定期ライブ『わーすたランド わ-4』（横浜ベイホール）を開催。
2月22日、2ndシングル「ゆうめいに、にゃりたい。」、「完全なるライブハウスツアー2016 〜猫耳捨てて走り出すに゛ゃー〜」発売。
3月29日、定期ライブ『わーすたランド わ-5』（WWW X）を開催。
4月19日、3rdシングル「Just be yourself」発売。
4月24日、『The World Standard 〜あにそん。青春真っ盛り〜（アニソンカヴァーライブ）』、『The World Standard 〜夢があるからついてきてね〜（フルバンドライブ）』（Zepp DiverCity (Tokyo)）を開催。
6月23日、定期ライブ『わーすたランド わ-6』（新宿ReNY）を開催。
6月24日、『それゆけ★わーしっぷ！〜わーすたと行く初めてのバスツアー in山梨〜』を開催。
9月16日、定期ライブ『わーすたランド わ-7』（TSUTAYA O-EAST）を開催。
10月18日、4thシングル「最上級ぱらどっくす」、2ndアルバム『パラドックス ワールド』発売。本作をもって、鈴木まなかはわーすたのサウンドプロデュースを辞任した。
10月22日 - 2018年1月8日、ライブツアー『わーすた LIVE TOUR 2017 パラドックス ワールド』を開催。全国9地区を回った。
12月17日、女性限定ライブ『男子禁制! わーすた女子パーティ♡』（青山RizM）を開催。
12月28日、『わーしっぷ大感謝祭2017 〜NEKONOTE 借りちゃいました〜（フルバンドライブ）』（WWW X）を開催。
2018年
2月4日、定期ライブ『わーすたランド わ-8』（白金高輪SELENE b2）を開催。
3月3日・4日、『わーすた「小樽・キロロ」1泊2日ファンツアー』を開催。
3月21日、ミュージックカード「WELCOME TO DREAM」を発売。
3月29日、『わーすた3周年ライブ』（代官山UNIT）を開催。iDOL Streetのファンクラブ「SUPORT PRODUCERS CLUB」（S.P.C）から独立し、わーすた単独ファンクラブ設立を発表する。
4月29日、『わーすたぷらねっと 〜funtasy〜』（渋谷CLUB QUATTRO）を開催。
6月2日、『わーすたぷらねっと 〜future〜』（恵比寿ガーデンプレイス ザ・ガーデンルーム）を開催。
6月20日、ミニ・アルバム『JUMPING SUMMER』発売。
6月22日、わーすたオフィシャルファンクラブ『わーしっぷ』発足。
6月24日 - 9月16日、ライブツアー『イセ食品 森のたまご presents わーすた Summer LIVE TOUR 2018 〜JUMPING SUMMER〜』を開催。オリコカードの協賛により、「わーすたオリコカード」の申し込み開始。
9月23日・24日、ファンツアー『それゆけ!わーしっぷ 沖縄編 〜ジャンピングハイサーイ〜』を開催。
9月24日、『イセ食品 森のたまご presents わーすたと沖縄でJUMPING SUMMER』を開催。
10月8日、『わーすたぷらねっと 〜nature〜』（渋谷ストリームホール）を開催。
10月31日、ミニ・アルバム『GIRLS, BE AMBITIOUS!』発売。
11月22日・23日、初の主催イベント『わーすた presents わんわんにゃんにゃん秋祭』を開催。
11月29日、「特級焼師」の資格を取得。
12月8日、女性限定ライブ『男子禁制! わーすた女子パーティ♡Vol.2』（WWW）を開催。
12月27日、『わーしっぷ大感謝祭2018』（新宿ReNY）を開催。
2019年
1月12日、『わーしっぷ新年会2019』（R'sアートコート）を開催。
2月9日、『わーすたぷらねっと 〜cinema〜』（神田明神ホール）を開催。
3月6日、3rdアルバム『CAT'CH THE WORLD』発売。
3月31日、『わーすた4th Anniversary LIVE 〜わんだふるこれくしょん〜』（恵比寿ガーデンプレイス ザ・ガーデンホール）を開催。
4月20日・21日、ファンツアー『それゆけ!わーしっぷ★〜わーすたと行く淡路島旅行〜』を開催。
6月26日、ミニ・アルバム『The Legend of WASUTA』発売。
6月27日 - 30日、新コンセプトライブ『わーすたKAWAIIくえすと』（恵比寿クレアート）を開催。
10月3日、YouTube公式チャンネルを開設。
10月8日、『わーすた x NEKONOTEBAND FREE LIVE 〜ゆうめいに、にゃる!!!!!〜』（代々木公園野外ステージ）を開催。
10月22日、5thシングル「遮二無二 生きる!/バスタブ・アロマティック」発売。
11月4日 - 12月8日、ライブツアー『Segway-Ninebot JAPAN presents わーすた ライブツアー2019 〜遮二無二 xxx!〜 supported by Orico Card』を開催。
12月26日、『わーしっぷ大感謝祭2019』（新宿ReNY）を開催。
2020年
1月31日、プロデューサーの樋口竜雄がエイベックスを退職。
2月15日、『わーすたバレンタインライブ2020』（横浜 YTJホール）を開催。
2月16日、女性限定ライブ『男子禁制! わーすた女子パーティ♡Vol.3』（WWW X）を開催。
3月25日、ベスト・アルバム『わーすたBEST』発売。
3月28日、『The World Standard 〜わーすた5さいになりました！〜』（渋谷公会堂）を無観客ライブで開催した。ライブの模様はエイベックスが立ち上げたmu-moライブで世界に向けて生配信された。
8月12日、6thシングル「サンデー! サンシャイン!」発売。
8月19日、RecTVでわーすたのライブ映像が配信開始。
11月25日、ミニ・アルバム『What's "standard"!?』発売。
11月28日、「エイベのアイドルコンサート (昼公演)『The World Standard 2020 〜華麗にいただくにゃー！〜』」（渋谷公会堂）を有観客ライブで開催。同時にOPENREC.tvでも生配信された。
12月28日、『わーしっぷ大感謝祭2020』（Zepp TOKYO）を開催。同時にZAIKOでも生配信された。
2021年
3月3日、7thシングル「春花火」発売。
3月27日、『わーすた6周年ライブ〜会場まるごと ROCKYOU〜』（TOKYO DOME CITY HALL）を開催。
3月27日、オリジナルファンションブランド「whimtet（フィムテット）」の立ち上げを発表。
6月8日、坂元葉月が同年12月末をもってグループを卒業し、芸能界を引退することを発表。
8月18日、8thシングル「詠み人知らずの青春歌」発売。
9月18日 - 20日、約2年ぶりの有観客ライブツアー『わーすた LIVE TOUR 2021〜君と僕の青春歌！〜』を開催。Zepp DiverCity (TOKYO)で開催された東京公演の第2部は完売した。
11月26日、写真集『わーすた旅行記』（徳間書店）発売。
12月25日、『The World Standard 〜わーすたリクエストアワー〜』および『The World Standard 〜坂元葉月 卒業ライブ〜』（中野サンプラザ）を開催。
12月31日、坂元葉月が卒業。4人体制となる。
2022年
1月10日、4人体制初ワンマンライブ『The World Standard 〜改めまして、わーすたです!〜』(山野ホール)を開催。
3月2日、9thシングル「ミライバルダンス」発売。
3月26日、『The World Standard〜石の上にネコも乗る7年〜』（豊洲PIT）を開催。
6月12日 - 8月11日、ライブツアー『わーすた LIVE TOUR 2022 〜とっておきの夏、始めますか?〜』を開催。
8月17日、4thアルバム『我々はネコである。』発売。
9月から12月まで4カ月連続でメンバーのソロ写真を主婦の友社から発売。
12月28日、『わーしっぷ大感謝祭2022』（山野ホール）を開催。
2023年
2月22日、10thシングル「すまん、犬。」発売。
3月26日、『The World Standard 〜8周年の愛をどうぞ!〜』（Zepp Haneda〈TOKYO〉）を開催。単独ライブ・単独イベントでは約3年ぶりに公演中の「声出し」が解禁された。
4月10日、わーすたオフィシャルファンクラブ『わーしっぷ』リニューアル。
4月27日、この日をもってdTVで配信されていたわーすたのMVとJOYSOUNDのカラオケ音源の配信が終了した。
6月29日、わーすた公式ブログがLINE BLOGのサービス終了のためAmeba Blogに引越しした。
7月19日、配信限定シングル「ミラクルマジカルヘルシーパワー」発売。
8月12日、生バンドライブ『The World Standard〜史上最高の恋しよう?〜』（1000 CLUB）を開催。この公演ではマスク着用について個人の判断に委ねることになった。また、オールスタンディングも復活した。
8月30日、11thシングル「メロメロ!ラヴロック」発売。
10月9日、『わーすたワンマンライブin沖縄』（ミュージックタウン音市場）を開催。
11月22日、『わーすたカレンダーBOOK 2024』（主婦の友社）発売。
12月27日、『わーしっぷ大感謝祭2023』（新宿ReNY）を開催。
2024年
2月21日、12thシングル「えいきゅーむちゅーでこうしんちゅっ!♡」発売。
3月24日・30日、『The World Standard 〜古今東西!わーすた楽曲総選挙〜』および『The World Standard 〜わーすたに、えいきゅーむちゅー!♡〜』(umeda TRAD、EX THEATER ROPPONGI)を開催。
8月4日 - 9月29日、『わーすた夏恋ツアー2024』(全国10か所)を開催。
8月21日、13thシングル「夏恋ジレンマ」発売。
11月23日・24日、わーすた主催フェス『にゃんぽこらフェス!』（品川ステラボール）を開催。
12月31日、『わーしっぷ大感謝祭2024〜大晦日だけど、クリスマスしマス!～』（新宿ReNY）を開催。
12月31日、『わーすたカウントダウンSPライブ！2024→2025』（新宿ReNY）を開催。
2025年
1月18日・19日、わーしっぷ限定遠足イベント『それゆけ わーしっぷ!〜ほな、京都いきましょか〜』を開催。
2月26日、14thシングル「わーるどすたんだーど」発売。
3月29日、『The World Standard〜10周年も愛されちゃいます!〜』（LINE CUBE SHIBUYA）を開催。
3月29日、わーすた10周年記念写真集『KAWAII WORLD』（小学館）発売。
8月11日、『The World Standard〜君と鳴らす Summer Chuuuuuuuu-n!!!!〜』（豊洲PIT）を開催。
9月24日、15thシングル「Sweet Fancy Chu-n/アレグロめいてるランナップ」発売予定。
10月19日 - 2026年1月25日、全国ツアー(全国7か所)を開催予定。
11月2日・3日、わーすた主催フェス『にゃんぽこらフェス!vol.2』（ベルサール汐留）を開催予定。

## 受賞歴
- 「第4回アイドル楽曲大賞2015」インディーズ/地方アイドル楽曲部門「いぬねこ。青春真っ盛り」1位（2015年）[広報 9]

## メンバー
| 氏名                            | 生年月日              | 出身地 | 血液型 | 愛称              | カラー                          | iDOL Street 加入期 | 備考 |
| ------------------------------- | --------------------- | ------ | ------ | ----------------- | ------------------------------- | ------------------ | --- |
| 廣川 奈々聖 （ひろかわ ななせ） | 1999年5月12日（26歳） | 福岡県 | B型    | なっちゅん ななせ | パステルグリーン R184 G223 B215 | 4期 （第3弾）      | リーダー メインボーカル 元w-Street FUKUOKAリーダー（4代目） りぼんガール2008年度準グランプリ 妹は流星群少女→全力少女R→欲バリセンセーション→なみだ色の消しごむのメンバー廣川かのん |
| 松田 美里 （まつだ みり）       | 1999年8月2日（26歳）  | 広島県 | A型    | みりてこ みり     | パステルパープル R196 G186 B219 | 4期 （第3弾）      | 元w-Street OSAKA |
| 小玉 梨々華 （こだま りりか）   | 2000年10月1日（24歳） | 北海道 | A型    | りりぃ            | パステルブルー R179 G220 B246   | 4期 （第1弾）      | hanarichuの元メンバー（兼務） 元e-Street SAPPORO |
| 三品 瑠香 （みしな るか）       | 2001年3月17日（24歳） | 愛知県 | A型    | るー るか         | パステルピンク R249 G208 B211   | 4期 （第3弾）      | メインボーカル a-nation'11 アクトダンサー TRF 20TH Anniversary Tour エキストラダンサー 元w-Street NAGOYA                                                                          |

### 元メンバー
| 氏名                          | 生年月日             | 出身地 | 血液型 | 愛称     | カラー                          | iDOL Street 加入期 | 活動終了日     | 備考 |
| ----------------------------- | -------------------- | ------ | ------ | -------- | ------------------------------- | ------------------ | -------------- | --- |
| 坂元 葉月 （さかもと はづき） | 1998年9月9日（26歳） | 兵庫県 | O型    | はーちん | パステルイエロー R255 G247 B150 | 2期追加            | 2021年12月31日 | GEMの元スターティングメンバー hanarichuの元メンバー（兼務） 元w-Street OSAKAリーダー（3代目） サキドルエースSURVIVAL SEASON3 優勝 週刊ヤングジャンプ |

## 作品

### シングル
| 枚 | 発売日         | タイトル                                                                                  | 最高位 | 販売形態                                                                                         | 規格品番                                                              | 備考 |
| -- | -------------- | ----------------------------------------------------------------------------------------- | ------ | ------------------------------------------------------------------------------------------------ | --------------------------------------------------------------------- | --- |
| 1  | 2016年9月28日  | 完全なるアイドル                                                                          | 25位   | CD+Blu-ray+スマプラ ミュージックカード                                                           | AVCD-39301/B AVZ1-39302〜08                                           | 通常盤 イベント会場/mu-moショップ限定商品（全7種類）                                                                      |
| 2  | 2017年2月22日  | ゆうめいに、にゃりたい。                                                                  | 48位   | CD+Blu-ray+スマプラ ミュージックカード                                                           | AVCD-39340/B AVZ1-39341〜46                                           | 通常盤 イベント会場/mu-moショップ限定商品（全6種類）                                                                      |
| 3  | 2017年4月19日  | Just be yourself                                                                          | 19位   | CD+スマプラ CD+Blu-ray+スマプラ ミュージックカード                                               | AVCD-39354 AVCD-39355/B AVZ1-39356〜61                                | 初回生産限定盤 通常盤 イベント会場/mu-moショップ限定商品（全6種類）                                                       |
| 4  | 2017年10月18日 | 最上級ぱらどっくす                                                                        | 19位   | CD+スマプラ                                                                                      | AVCD-39378                                                            | 初回限定封入特典あり |
| -  | 2018年3月21日  | WELCOME TO DREAM                                                                          | -      | ミュージックカード                                                                               | AVZ1-39404〜09                                                        | イベント会場/mu-moショップ限定商品（全6種類）                                                                             |
| 5  | 2019年10月30日 | 遮二無二 生きる!/バスタブ・アロマティック バスタブ・アロマティック/遮二無二 生きる!       | 8位    | CD+Blu-ray+スマプラ CD+スマプラ                                                                  | AVCD-39573/B AVCD-39574/B AVCD-39575 AVC1-39576〜80                   | mu-moショップ限定盤(メンバーソロジャケット仕様)（全5種類）                                                                |
| 6  | 2020年8月12日  | サンデー! サンシャイン!                                                                   | 7位    | CD+Blu-ray+スマプラ CD+スマプラ CD+Blu-ray+スマプラ                                              | AVCD-39596/B AVCD-39597 AVC1-39598/B                                  | mu-moショップ＋イベント会場専売商品                                                                                       |
| 7  | 2021年3月3日   | 春花火                                                                                    | 6位    | CD+Blu-ray+スマプラ CD+スマプラ ミュージックカード                                               | AVCD-39626/B AVCD-39627 AVZ1-39628〜33                                | mu-moショップ＋イベント会場専売商品（全6種類）                                                                            |
| 8  | 2021年8月18日  | 詠み人知らずの青春歌                                                                      | 16位   | CD+Blu-ray+スマプラ ミュージックカード                                                           | AVCD-39648/B AVZ1-39649〜54                                           | mu-moショップ＋イベント会場専売商品（全6種類）                                                                            |
| 9  | 2022年3月2日   | ミライバルダンス                                                                          | 5位    | CD+Blu-ray+スマプラ CD+スマプラ                                                                  | AVCD-39655/B AVCD-39656                                               | |
| 10 | 2023年2月22日  | すまん、犬。                                                                              | 5位    | CD+Blu-ray+スマプラ CD+スマプラ CD+Blu-ray+スマプラ、CD+スマプラ、LIVE Blu-ray                   | AVCD-39663/B AVCD-39664 ANCD-60453                                    | わーしょっぷ&mu-moショップ限定販売商品（LIVE Blu-ray付き3形態セット）                                                     |
| 11 | 2023年8月30日  | メロメロ!ラヴロック                                                                       | 6位    | CD+Blu-ray+スマプラ CD+スマプラ CD+Blu-ray+スマプラ、CD+スマプラ、クリスタルグラフィー写真パネル | AVCD-39668/B AVCD-39669 ANCD-62231〜35                                | わーしょっぷ&mu-moショップ限定販売商品（クリスタルグラフィー写真パネル付き・スペシャルセット（ソロ4種＋集合1種の計5種）） |
| 12 | 2024年2月21日  | えいきゅーむちゅーでこうしんちゅっ!♡                                                      | 6位    | CD+Blu-ray CD                                                                                    | AVCD-39672/B AVCD-39673 AVC1-39674                                    | mu-mo・イベント会場限定盤                                                                                                 |
| 13 | 2024年8月21日  | 夏恋ジレンマ                                                                              | 5位    | CD+Blu-ray CD                                                                                    | AVCD-39677/B AVCD-39678 AVC1-39679                                    | mu-mo・イベント会場限定盤                                                                                                 |
| 14 | 2025年2月26日  | わーるどすたんだーど                                                                      | TBD    | CD+Blu-ray CD                                                                                    | AVCD-39680/B AVCD-39681 AVC1-39682                                    | イベント会場限定盤 |
| 15 | 2025年9月24日  | Sweet Fancy Chu-n/アレグロめいてるランナップ アレグロめいてるランナップ/Sweet Fancy Chu-n | TBD    | CD+Blu-ray CD                                                                                    | AVCD-39683/B AVCD-39684/B AVCD-39685 AVCD-39686 AVC1-39687 AVC1-39688 | イベント会場限定盤 |

- オリジナル曲が4曲収録されている「Just be yourself」、「遮二無二 生きる!/バスタブ・アロマティック」について、「Apple Music」、「Spotify」は「ミニアルバム」として配信している[注 3]。

#### 配信限定
| 枚 | 発売日         | タイトル                                        | 販売形態                              | 備考 |
| -- | -------------- | ----------------------------------------------- | ------------------------------------- | --- |
| 1  | 2017年4月5日   | Just be yourself                                | デジタル・ダウンロード ストリーミング | 3rdシングル「Just be yourself」からの単曲先行配信。 『アイドルタイムプリパラ』での初OAに合わせてリリースされた。                                                                                        |
| 2  | 2017年9月20日  | 恋するにゃこたん 〜フリもフラレもあなたのまま〜 | デジタル・ダウンロード ストリーミング | 2ndアルバム『パラドックス ワールド』からの単曲先行配信。 |
| 3  | 2017年10月4日  | 最上級ぱらどっくす                              | デジタル・ダウンロード ストリーミング | 4thシングル「最上級ぱらどっくす」からの単曲先行配信。 『アイドルタイムプリパラ』での初OAに合わせてリリースされた。                                                                                      |
| 4  | 2018年1月10日  | WELCOME TO DREAM                                | デジタル・ダウンロード ストリーミング | ミュージックカード限定シングル「WELCOME TO DREAM」からの単曲先行配信。 『アイドルタイムプリパラ』での初OAに合わせてリリースされた。                                                                     |
| 5  | 2018年4月9日   | プリティー☆チャンネル                           | デジタル・ダウンロード ストリーミング | 『キラッとプリ☆チャン』での初OAに合わせてリリースされた。 |
| 6  | 2018年8月19日  | ヨ・キエロ・ビビール                            | デジタル・ダウンロード ストリーミング | |
| 7  | 2018年10月8日  | KIRA KIRA ホログラム                            | デジタル・ダウンロード ストリーミング | 『キラッとプリ☆チャン』での初OAに合わせてリリースされた。 |
| 8  | 2019年10月8日  | 遮二無二 生きる!                                | デジタル・ダウンロード ストリーミング | 5thシングル「遮二無二 生きる!/バスタブ・アロマティック」からの単曲先行配信。 「わーすた x NEKONOTEBAND FREE LIVE 〜ゆうめいに、にゃる!!!!!〜」の開催に合わせてリリースされた。 現在は配信されていない。 |
| 9  | 2020年6月9日   | おやすみ Stay Home Piano ver.                   | ストリーミング                        | 2020年6月9日に『おやすみ Stay Home Piano ver.』としてYouTubeに公開された動画の音源。 ストリーミング限定でリリースされた。                                                                               |
| 10 | 2021年2月17日  | 春花火                                          | デジタル・ダウンロード ストリーミング | 7thシングル「春花火」からの単曲先行配信。 |
| 11 | 2022年1月11日  | ミライバルダンス                                | デジタル・ダウンロード ストリーミング | 9thシングル「ミライバルダンス」からの単曲先行配信。 |
| 12 | 2022年5月30日  | 空とサカナ                                      | デジタル・ダウンロード ストリーミング | 4thアルバム『我々はネコである。』からの単曲先行配信。 |
| 13 | 2022年6月13日  | The World Standard Dancing Club                 | デジタル・ダウンロード ストリーミング | 4thアルバム『我々はネコである。』からの単曲先行配信。 |
| 14 | 2022年7月18日  | Cat Walkin'                                     | デジタル・ダウンロード ストリーミング | 4thアルバム『我々はネコである。』からの単曲先行配信。 |
| 15 | 2022年12月26日 | すまん、犬。                                    | デジタル・ダウンロード ストリーミング | 10thシングル「すまん、犬。」からの単曲先行配信。 |
| 16 | 2023年7月19日  | ミラクルマジカルヘルシーパワー                  | デジタル・ダウンロード ストリーミング | 2024年2月21日発売のシングル「えいきゅーむちゅーでこうしんちゅっ!♡」のc/wで収録。 |
| 17 | 2023年12月28日 | えいきゅーむちゅーでこうしんちゅっ!♡            | デジタル・ダウンロード ストリーミング | 12thシングル「えいきゅーむちゅーでこうしんちゅっ!♡」からの単曲先行配信。 |
| 18 | 2024年7月17日  | 夏恋ジレンマ                                    | デジタル・ダウンロード ストリーミング | 13thシングル「夏恋ジレンマ」からの単曲先行配信。 |
| 19 | 2024年12月25日 | わーるどすたんだーど                            | デジタル・ダウンロード ストリーミング | 14thシングル「わーるどすたんだーど」からの単曲先行配信。 |
| 20 | 2025年6月26日  | Sweet Fancy Chu-n                               | デジタル・ダウンロード ストリーミング | 15thシングル「Sweet Fancy Chu-n/アレグロめいてるランナップ」からの単曲先行配信。 |

### アルバム

#### インディーズ
| 枚 | 発売日        | タイトル               | 販売形態           | 規格品番       | 収録曲 | 備考                                          |
| -- | ------------- | ---------------------- | ------------------ | -------------- | --- | --------------------------------------------- |
| 1  | 2015年10月5日 | いぬねこ。青春真っ盛り | ミュージックカード | AQZ1-77176〜81 | 1. Overture 2. いぬねこ。青春真っ盛り 3. Doki Doki♡today 4. らんらん・時代 5. Zili Zili Love 6. ちいさな ちいさな | 全6種類 イベント会場限定商品 同年12月23日完売 |

#### フルアルバム
| 枚 | 発売日         | タイトル              | 最高位 | 販売形態                                                            | 規格品番                                     | 備考                                              |
| -- | -------------- | --------------------- | ------ | ------------------------------------------------------------------- | -------------------------------------------- | ------------------------------------------------- |
| 1  | 2016年5月4日   | The World Standard    | 17位   | CD+Blu-ray+DVD+スマプラ CD+スマプラ CD+Blu-ray+DVD+スマプラ+PlugAir | AVCD-39264/B〜C AVCD-39265/B AVC1-39266/B〜C | Loppi・HMV初回生産限定盤                          |
| 2  | 2017年10月18日 | パラドックス ワールド | 32位   | CD+Blu-ray+スマプラ CD+スマプラ ミュージックカード                  | AVCD-39379/B AVCD-39380 AVZ1-39381〜86       | イベント会場限定/mu-moショップ限定商品（全6種類） |
| 3  | 2019年3月6日   | CAT'CH THE WORLD      | 17位   | CD+Blu-ray+スマプラ CD+スマプラ ミュージックカード                  | AVCD-39459/B AVCD-39460 AVZ1-39461〜66       | イベント会場限定/mu-moショップ限定商品（全6種類） |
| 4  | 2022年8月17日  | 我々はネコである。    | ６位   | CD+Blu-ray+スマプラ CD+スマプラ                                     | AVCD-39659/B AVCD-39660                      |                                                   |

#### ミニ・アルバム
| 枚 | 発売日         | タイトル             | 最高位 | 販売形態                                           | 規格品番                               | 備考                                              |
| -- | -------------- | -------------------- | ------ | -------------------------------------------------- | -------------------------------------- | ------------------------------------------------- |
| 1  | 2018年6月20日  | JUMPING SUMMER       | 23位   | CD+Blu-ray+スマプラ CD+スマプラ ミュージックカード | AVCD-39416/B AVCD-39417 AVZ1-39418〜23 | イベント会場限定/mu-moショップ限定商品（全6種類） |
| 2  | 2018年10月31日 | GIRLS, BE AMBITIOUS! | 23位   | CD+Blu-ray+スマプラ CD+スマプラ ミュージックカード | AVCD-39438/B AVCD-39439 AVZ1-39440〜45 | イベント会場限定/mu-moショップ限定商品（全6種類） |
| 3  | 2019年6月26日  | The Legend of WASUTA | 15位   | CD+Blu-ray+スマプラ CD+スマプラ ミュージックカード | AVCD-39544/B AVCD-39545 AVZ1-39546〜51 | イベント会場限定/mu-moショップ限定商品（全6種類） |
| 4  | 2020年11月25日 | What's "standard"!?  | 18位   | CD+Blu-ray+スマプラ CD+スマプラ ミュージックカード | AVCD-39611/B AVCD-39612 AVZ1-39613〜18 | イベント会場限定/mu-moショップ限定商品（全6種類） |

#### ベスト・アルバム
| 枚 | 発売日        | タイトル     | 最高位 | 販売形態                                                           | 規格品番                                      | 備考                                   |
| -- | ------------- | ------------ | ------ | ------------------------------------------------------------------ | --------------------------------------------- | -------------------------------------- |
| 1  | 2020年3月25日 | わーすたBEST | 11位   | CD(2枚)+Blu-ray+スマプラ CD(2枚)+スマプラ CD(2枚)+Blu-ray+スマプラ | AVCD-39588〜9/B AVCD-39590〜1 AVC1-39592〜3/B | イベント会場限定/mu-moショップ限定商品 |

#### ライブアルバム
| 枚 | 発売日         | タイトル                                                                                | 販売形態                              | 備考                   |
| -- | -------------- | --------------------------------------------------------------------------------------- | ------------------------------------- | ---------------------- |
| 1  | 2017年2月22日  | 完全なるライブハウスツアー2016 〜猫耳捨てて走り出すに゛ゃー〜 12/11(日)Final@渋谷O-WEST | デジタル・ダウンロード ストリーミング | ライブアルバム         |
| 2  | 2017年10月18日 | The World Standard 〜夢があるからついてきてね〜 @Zepp DiverCity(TOKYO) 22.Apr.2017      | デジタル・ダウンロード ストリーミング | ライブアルバム         |
| 3  | 2019年10月8日  | わーすた STUDIO LIVE "ゆうめいに、にゃる!!!!!"                                          | デジタル・ダウンロード ストリーミング | スタジオライブアルバム |
| 4  | 2020年4月1日   | わーすた STUDIO LIVE "ゆうめいに、にゃる!!!!!" VOL.2                                    | デジタル・ダウンロード ストリーミング | スタジオライブアルバム |
| 5  | 2020年8月12日  | The World Standard 〜わーすた 5さいになりました!〜                                      | デジタル・ダウンロード ストリーミング | ライブアルバム         |
| 6  | 2021年11月24日 | わーすた6周年ライブ 〜会場まるごと ROCKYOU〜 (Live at TOKYO DOME CITY HALL, 2021.03.27) | デジタル・ダウンロード ストリーミング | ライブアルバム         |

### 映像作品
| 枚 | 発売日        | タイトル                                                      | 販売形態                                                                            | 規格品番                               | 備考                                      |
| -- | ------------- | ------------------------------------------------------------- | ----------------------------------------------------------------------------------- | -------------------------------------- | ----------------------------------------- |
| 1  | 2017年2月22日 | 完全なるライブハウスツアー2016 〜猫耳捨てて走り出すに゛ゃー〜 | Blu-ray3枚組(スマプラ対応) Blu-ray(スマプラ対応) Blu-ray3枚組(スマプラ対応)+Tシャツ | AVXD-39347〜9 AVXD-39350 AVZ1-39351〜3 | 初回生産限定盤 通常盤 mu-moショップ限定盤 |

- 『The World Standard』のBlu-ray Disc・DVDには「The World Standard @SHIBUYA CLUB QUATTRO 2016.02.28」が収録されている[注 6]。
- 『パラドックス ワールド』のBlu-ray Discには「The World Standard 〜夢があるからついてきてね〜 @Zepp DiverCity(TOKYO) 2017.4.22」が収録されている。
- 「サンデー! サンシャイン!」のBlu-ray Discには「The World Standard 〜わーすた 5さいになりました!〜 @LINE CUBE SHIBUYA」が収録されている。
- 「詠み人知らずの青春歌」のBlu-ray Discには「わーすた6周年ライブ 〜会場まるごとROCKYOU〜 Live Movie」が収録されている。
- 「すまん、犬。」のLIVE Blu-ray Discには「わーすた7周年ライブ『The World Standard〜石の上にネコも乗る7年〜』」が収録されている。

### 未音源化曲
|   | 発表日        | タイトル             | 作詞    | 作曲    | 編曲    | 備考 |
| - | ------------- | -------------------- | ------- | ------- | ------- | --- |
| 1 | 2018年6月24日 | いーあるふぁんくらぶ | みきとP | みきとP | みきとP | みきとP公認 カヴァー。『イセ食品 森のたまご presents わーすた Summer LIVE TOUR 2018 〜JUMPING SUMMER〜』仙台公演で初披露 |

### 参加作品
| 発売日         | 作品名                                                                      | 参加楽曲                                                                             | 備考                                   |
| -------------- | --------------------------------------------------------------------------- | ------------------------------------------------------------------------------------ | -------------------------------------- |
| 2017年4月19日  | 劇場版プリパラ み〜んなでかがやけ！キラリン☆スターライブ！ SONG COLLECTION  | Just be yourself (劇場サイズ)                                                        |                                        |
| 2018年6月27日  | アイドルタイムプリパラ☆ミュージックコレクション                             | Just be yourself -TV size.- 最上級ぱらどっくす-TV size.- WELCOME TO DREAM -TV size.- | Disc 2に収録のため音楽配信されていない |
| 2018年10月31日 | ヘボット! OP&ED(TVサイズ) 放課後ねじまきダンス / グーチョキパンツの正義さん | グーチョキパンツの正義さん (TVサイズ)                                                | 配信限定リリース                       |
| 2019年10月2日  | SUPER OMOTENASHI BEATS vol.1 × DJ 小宮有紗                                  | 最上級ぱらどっくす                                                                   |                                        |
| 2020年7月4日   | エイベのアイドル夏祭りコンピレーションアルバム                              | 最上級ぱらどっくす グレープフルーツムーン                                            | 配信限定リリース                       |

### タイアップ
| 楽曲                                            | タイアップ                                                                     | OA時期                  | 収録作品                                                 |
| ----------------------------------------------- | ------------------------------------------------------------------------------ | ----------------------- | -------------------------------------------------------- |
| ぱわわわわん!パワーパフガールズ                 | カートゥーン ネットワーク「パワーパフガールズ」公式ダンスソング                | 2016年6月 -             | 1stシングル「完全なるアイドル」                          |
| グーチョキパンツの正義さん                      | メ〜テレ・テレビ朝日系アニメ『ヘボット!』エンディング                          | 2016年9月18日 -         | 2ndシングル「ゆうめいに、にゃりたい。」                  |
| Just be yourself                                | 劇場版アニメ『劇場版プリパラ み〜んなでかがやけ!キラリン☆スターライブ!』主題歌 | 2017年3月4日 -          | 3rdシングル「Just be yourself」                          |
| Just be yourself                                | テレビ東京系アニメ『アイドルタイムプリパラ』オープニングテーマ                 | 2017年4月4日 -          | 3rdシングル「Just be yourself」                          |
| 恋するにゃこたん 〜フリもフラレもあなたのまま〜 | ハウステンボス ハロウィーン TV CM                                              | 2017年9月6日 - 10月下旬 | 2ndアルバム『パラドックス ワールド』                     |
| 最上級ぱらどっくす                              | テレビ東京系アニメ『アイドルタイムプリパラ』オープニングテーマ                 | 2017年10月3日 -         | 4thシングル「最上級ぱらどっくす」                        |
| ねぇ愛してみて                                  | 国際医療福祉大学 特待奨学生特別選抜入試 TV CM                                  | 2017年11月13日 - 26日   | 2ndアルバム『パラドックス ワールド』                     |
| WELCOME TO DREAM                                | テレビ東京系アニメ『アイドルタイムプリパラ』エンディングテーマ                 | 2018年1月9日 -          | ミュージックカード「WELCOME TO DREAM」                   |
| プリティー☆チャンネル                           | テレビ東京系アニメ『キラッとプリ☆チャン』エンディングテーマ                    | 2018年4月8日 -          | 配信限定シングル「プリティー☆チャンネル」                |
| KIRA KIRA ホログラム                            | テレビ東京系アニメ『キラッとプリ☆チャン』エンディングテーマ                    | 2018年10月7日 -         | 配信限定シングル「KIRA KIRA ホログラム」                 |
| 遮二無二 生きる!                                | CBC/TBS一部系列局『本能Z』2019年11月度エンディングテーマ                       |                         | 5thシングル「遮二無二 生きる!/バスタブ・アロマティック」 |
| SHINING FLOWER                                  | テレビ東京系アニメ『キラッとプリ☆チャン』エンディングテーマ                    | 2019年1月13日 -         | 5thシングル「遮二無二 生きる!/バスタブ・アロマティック」 |
| Tokimeki*Sing A Song                            | 神戸・甲陽デザイン＆テクノロジー専門学校 TV CM                                 | 2023年5月9日 -          | 10thシングル「すまん、犬。」                             |
| ミラクルマジカルヘルシーパワー                  | わーすた × nosh コラボキャンペーン                                             |                         | 配信限定シングル「ミラクルマジカルヘルシーパワー」       |

## ライブ・イベント

### 単独ライブ・単独イベント
| 公演日                | 公演名                                                                                   | 会場                                                    | 備考 |
| 2015年                | 2015年                                                                                   | 2015年                                                  | 2015年 |
| --------------------- | ---------------------------------------------------------------------------------------- | ------------------------------------------------------- | --- |
| 7月29日               | 走るひと Presents 「ノンストップ全力ライブ」supported by New Balance                     | 新宿BLAZE                                               | スポーツブランド×アイドルという企画イベント。スポーツウエアとシューズを着用して60分間のノンストップライブを行った。 |
| 12月8日               | 第2回 走るひと Presents 「ノンストップ全力ライブ」supported by adidas                    | 新宿BLAZE                                               | スポーツブランド×アイドルという企画イベント。スポーツウエアとシューズを着用して60分間のノンストップライブを行った。 |
| 2016年                |                                                                                          |                                                         | |
| 2月28日               | The World Standard                                                                       | 渋谷CLUB QUATTRO                                        | 「好きな人とか居ますか」・「にこにこハンブンコ」を初披露。アンコールでは、メジャーデビューアルバムリリースの決定が発表され、リードトラックである「うるとらみらくるくるふぁいなるアルティメットチョコびーむ」を初披露。 |
| 3月22日               | わーすた学パスイベント in サンリオピューロランド                                         | サンリオピューロランド                                  | 2回公演 |
| 5月4日・13日・22日    | わーすたのKAWAII☆SCHOOL                                                                  | ドリーム*ステーション JOL原宿                           | 女子限定イベント。5月4日は1時限目「ホームルーム」、5月13日は2時限目「芸術&音楽」、5月22日は3時限目「体育」をテーマに実施。                                                                                             |
| 6月17日               | 「パワーパフガールズ」×わーすた・公式ダンスミュージック発表会『スペシャルミニLIVE』      | J:COM Wonder Studio                                     | 「ぱわわわわん!!! パワーパフ ガールズ」を初披露 |
| 8月20日               | 走るひと Presents 「ノンストップ全力ライブ 2016」 supported by New Balance               | 新宿BLAZE                                               | |
| 10月22日              | 完全なるライブハウスツアー 2016 〜猫耳捨てて走り出すに゛ゃー〜                           | 【広島】SECOND CRUTCH                                   | 「NEW にゃーくにゃくにゃ水族館2」・「約束だから」を初披露。 |
| 10月23日              | 完全なるライブハウスツアー 2016 〜猫耳捨てて走り出すに゛ゃー〜                           | 【福岡】INSA                                            | |
| 10月29日              | 完全なるライブハウスツアー 2016 〜猫耳捨てて走り出すに゛ゃー〜                           | 【北海道】DUCE SAPPORO                                  | |
| 11月6日               | 完全なるライブハウスツアー 2016 〜猫耳捨てて走り出すに゛ゃー〜                           | 【愛知】RAD HALL                                        | |
| 11月12日              | 完全なるライブハウスツアー 2016 〜猫耳捨てて走り出すに゛ゃー〜                           | 【兵庫】Kobe SLOPE                                      | |
| 12月11日              | 完全なるライブハウスツアー 2016 〜猫耳捨てて走り出すに゛ゃー〜                           | 【東京・追加公演】TSUTAYA O-WEST                        | 「ゆうめいに、にゃりたい。」を初披露。2回公演。 |
| 12月28日              | わーしっぷ大感謝祭 2016 Vol.1：〜うるとらみらくるくるクリスマス〜                        | 新宿BLAZE                                               | |
| 12月28日              | わーしっぷ大感謝祭 2016 Vol.2：〜完全なるフライングニューイヤー〜                        | 新宿BLAZE                                               | |
| 2017年                |                                                                                          |                                                         | |
| 3月1日                | わーすた2ndシングル発売記念「おひなさまに、にゃりたい。」                                | ドリーム*ステーション JOL原宿                           | |
| 4月1日                | わーすた3rdシングル発売記念「新学期だよ！わーしっぷ集合〜!」                             | ドリーム*ステーション JOL原宿                           | 2回公演 |
| 4月9日                | TALE in Wonderland Taiwan                                                                | 台湾 Jack's Studio（杰克音樂）                          | |
| 4月24日               | The World Standard 〜あにそん。青春真っ盛り〜                                            | Zepp DiverCity (Tokyo)                                  | アニソンカヴァーライブ。 |
| 4月24日               | The World Standard 〜夢があるからついてきてね〜                                          | Zepp DiverCity (Tokyo)                                  | フルバンドライブ。「ねぇ愛してみて」・「Stay with me baby」を初披露。 |
| 5月7日                | 東京アイドル劇場プレミアム「わーすた公演」                                               | 品川グランドホール                                      | 2回公演 |
| 5月11日               | わーすたのKAWAII☆ROOM 公開生放送                                                         | HMV&BOOKS TOKYO 6Fイベントスペース                      | |
| 6月11日               | WASUTA LAND W1                                                                           | 台湾 Jack's Studio（杰克音樂）                          | |
| 6月24日               | それゆけ★わーしっぷ！〜わーすたと行く初めてのバスツアー in 山梨〜                        | 山梨県                                                  | |
| 8月2日                | ネコミミキャップ発売記念! わーすたトークショー&ミニライブ                                | ヴィレッジヴァンガード渋谷本店                          | 松田の生誕イベントを兼ねる |
| 8月13日               | 東京アイドル劇場プレミアム「わーすた公演」                                               | 品川グランドホール                                      | 2回公演 |
| 9月9日                | 坂元葉月生誕イベント                                                                     | フジテレビ本社 7Fイベントスペース「フジさんのヨコ」     | メンバー全員出演 |
| 10月5日               | 小玉梨々華バースデーイベント                                                             | 最上級ぱらどっくすcafe(AREA-Q)                          | メンバー全員出演 |
| 10月22日              | わーすた LIVE TOUR 2017 パラドックス ワールド                                            | 【宮城】darwin                                          | 2回公演 |
| 10月29日              | わーすた LIVE TOUR 2017 パラドックス ワールド                                            | 【埼玉】HEVEN’S ROCK 熊谷 VL-1                          | 2回公演 |
| 11月5日               | わーすた LIVE TOUR 2017 パラドックス ワールド                                            | 【北海道】Sound Lab mole                                | 2回公演 |
| 11月12日              | わーすた LIVE TOUR 2017 パラドックス ワールド                                            | 【広島】広島CLUB QUATTRO                                | 2回公演 |
| 11月18日              | わーすた LIVE TOUR 2017 パラドックス ワールド                                            | 【愛知】THE BOTTOM LINE                                 | 2回公演 |
| 11月25日              | わーすた LIVE TOUR 2017 パラドックス ワールド                                            | 【兵庫】VARIT.                                          | 2回公演 |
| 12月2日               | わーすた LIVE TOUR 2017 パラドックス ワールド                                            | 【福岡】FUKUOKA BEAT STATION                            | 2回公演 |
| 12月24日              | わーすた LIVE TOUR 2017 パラドックス ワールド                                            | 【大阪】umeda TRAD                                      | 2回公演 |
| 2018年1月8日          | わーすた LIVE TOUR 2017 パラドックス ワールド                                            | 【東京】マイナビBLITZ赤坂                               | 「WELCOME TO DREAM」を初披露。2回公演 |
| 11月1日・8日・23日    | わーすたモザイクアートファンディング達成記念イベント                                     | ドリーム*ステーション JOL原宿                           | 23日のみ2部構成 |
| 12月17日              | 男子禁制! わーすた女子パーティ♡                                                          | 青山RizM                                                | 2回公演。女性限定ライブ |
| 12月28日              | わーしっぷ大感謝祭2017 〜NEKONOTE 借りちゃいました〜                                     | WWW X                                                   | 2回公演。フルバンドライブ |
| 2018年                |                                                                                          |                                                         | |
| 1月14日               | 「わーすた LIVE TOUR 2017 パラドックス ワールド」完遂記念！インストアイベント            | ヴィレッジヴァンガード渋谷本店                          | 2部制 |
| 3月3日・4日           | わーすた「小樽・キロロ」1泊2日ファンツアー                                               | 小樽市・キロロリゾート周辺                              | |
| 3月18日               | 三品瑠香生誕イベント〜17歳になりました〜〜わ〜〜＾＾!〜                                  | アレーナホール                                          | 2回公演 |
| 3月29日               | わーすた3周年ライブ「3rd Anniversary LIVE」                                              | UNIT                                                    | 「スタンドアローン・コンプレックス」・「プリティー☆チャンネル」を初披露。2回公演 |
| 3月31日               | 東京アイドル劇場プレミアム「わーすた公演」                                               | 品川グランドホール                                      | 2回公演 |
| 5月5日                | 富士わーすたパーク                                                                       | LIVE ROXY SHIZUOKA                                      | 「PLATONIC GIRL」を初披露。 |
| 5月20日               | 廣川奈々聖 19th Birthday Party〜U・x・U                                                  | TIAT SKY HALL                                           | 2回公演。MCはオラキオが担当した。 |
| 6月24日               | イセ食品 森のたまご presents わーすた Summer LIVE TOUR 2018 〜JUMPING SUMMER〜           | 【宮城】Rensa                                           | 2回公演。第2部にはRun Girls, Run!がゲスト出演。「スーパーありがとう」・「いーあるふぁんくらぶ」を初披露。 |
| 7月8日                | イセ食品 森のたまご presents わーすた Summer LIVE TOUR 2018 〜JUMPING SUMMER〜           | 【愛知】THE BOTTOM LINE                                 | 2回公演。第2部にはOS☆Uがゲスト出演。 |
| 7月15日               | イセ食品 森のたまご presents わーすた Summer LIVE TOUR 2018 〜JUMPING SUMMER〜           | 【北海道】Sound Lab mole                                | 2回公演。第2部にはハロプロ研修生北海道がゲスト出演。「やーだー」を初披露。 |
| 7月21日               | イセ食品 森のたまご presents わーすた Summer LIVE TOUR 2018 〜JUMPING SUMMER〜           | 【広島】広島CLUB QUATTRO                                | 2回公演。第2部にはまなみのりさがゲスト出演。 |
| 8月12日               | イセ食品 森のたまご presents わーすた Summer LIVE TOUR 2018 〜JUMPING SUMMER〜           | 【福岡】DRUM Be-1                                       | 2回公演。第2部にはパピマシェがゲスト出演。 |
| 8月18日               | イセ食品 森のたまご presents わーすた Summer LIVE TOUR 2018 〜JUMPING SUMMER〜           | 【兵庫】VARIT.                                          | 2回公演。第2部にはKOBerrieS♪がゲスト出演。「ヨ・キエロ・ビビール」を初披露。 |
| 9月16日               | イセ食品 森のたまご presents わーすた Summer LIVE TOUR 2018 〜JUMPING SUMMER〜           | 【東京】品川インターシティーホール                      | 2回公演。第1部には夢みるアドレセンスがゲスト出演。第2部にはSomeday Somewhereがゲスト出演。「大志を抱け! カルビアンビシャス!」を初披露。                                                                                |
| 7月4日                | わーしっぷ出港式!                                                                        | 恵比寿CreAto                                            | わーすたオフィシャルファンクラブ「わーしっぷ」発足記念イベント。3部制。 |
| 8月2日                | 〇まつだみり19歳のおたじょうび会〜〇                                                     | ドイツ文化会館OAGホール                                 | 2回公演。MCはオラキオが担当した。 |
| 9月14日               | さかもとはづきです。はたちです。                                                         | 北沢タウンホール                                        | 2回公演。MCはオラキオが担当した。 |
| 9月23日・24日         | FC限定イベント「それゆけ! わｰしっぷ 沖縄編 〜ジャンピングハイサーイ〜」                  | 沖縄県                                                  | |
| 9月24日               | イセ食品 森のたまご presents わーすたと沖縄でJUMPING SUMMER                              | 【沖縄】桜坂セントラル                                  | 「KIRA KIRA ホログラム」を初披露。 |
| 10月7日               | 〜小玉梨々華 18th Birthday event〜                                                       | 東京カルチャーカルチャー                                | 2回公演。MCはオラキオが担当した。 |
| 11月22日・23日        | わーすた presents わんわんにゃんにゃん秋祭り                                             | よみうりランド 日テレらんらんホールエリア               | 「ぐるトレ」を初披露。 |
| 12月8日               | 男子禁制! わーすた女子パーティ♡ Vol.2                                                    | WWW                                                     | 2回公演。女性限定ライブ |
| 12月27日              | わーしっぷ大感謝祭2018                                                                   | 新宿ReNY                                                | 2回公演。「Love Unmelt」を初披露。 |
| 2019年                |                                                                                          |                                                         | |
| 1月12日               | わーしっぷ新年会2019                                                                     | R'sアートコート(労音大久保会館)                         | 3回公演。「くらえ!必殺!!猫パンチ★ 〜私たち戦うにゃこたん【レベル5】〜」を初披露。 |
| 2月24日               | 「わーすた祭り」in キロロ                                                                | キロロリゾート マウンテンセンター                       | |
| 3月19日               | 三品瑠香生誕イベント〜あらららら18さいですって!!!!!!＾＾〜                               | Mt.RAINIER HALL SHIBUYA PLEASURE PLEASURE               | 2回公演。MCはオラキオが担当した。 |
| 3月31日               | わーすた4th Anniversary LIVE 〜わんだふるこれくしょん〜                                  | 恵比寿ガーデンプレイス ザ・ガーデンホール               | 2回公演。「暮れないハート」を初披露。 |
| 4月20日・21日         | FC限定イベント「それゆけ!わーしっぷ★ 〜わーすたと行く淡路島旅行〜」                      | 淡路島                                                  | |
| 5月3日                | SHIZUOKA MUSIC GENIC 2019 〜わーすたが静岡にやってきたようだ!〜                          | LIVE ROXY SHIZUOKA                                      | |
| 5月12日               | 廣川奈々聖 20th Birthday party!                                                          | イタリア文化会館 アニェッリホール                       | 2回公演。MCはオラキオが担当した。 |
| 5月21日               | わーすた新コンセプトライブ体験会                                                         | 白金高輪 SELENE b2                                      | |
| 6月27日 - 6月30日     | 新コンセプトライブ「わーすたKAWAIIくえすと」                                             | 恵比寿CreAto                                            | 毎日2回公演。6月27日の昼の部は公開ゲネプロ。 |
| 7月6日                | 「わーしっぷ」出港1周年祝賀会                                                            | ラゾーナ川崎プラザソル                                  | 3部制。 |
| 8月3日                | 松田美里おたんじょうび会 〜ハタチえへへ〜                                                | ドイツ文化会館 OAGホール                                | 2回公演。MCはオラキオが担当した。 |
| 9月15日               | 坂元葉月 生誕イベント『さかもとはづき うまれました。〜おとなちゃま。21さいです。〜』     | ドイツ文化会館 OAGホール                                | 2回公演。MCは第1部は坂元自身が、第2部はバンビーノの藤田裕樹が担当した。 |
| 10月6日               | 小玉梨々華 19th birthday event                                                           | ドイツ文化会館 OAGホール                                | 2回公演。MCはオラキオが担当した。 |
| 10月8日               | わーすた x NEKONOTEBAND FREE LIVE 〜ゆうめいに、にゃる!!!!!〜                            | 代々木公園野外ステージ                                  | 「バスタブ・アロマティック」を初披露。 |
| 11月4日               | わーすたライブツアー2019 〜遮二無二 xxx!〜                                               | 【東京】山野ホール                                      | 2回公演。夜の部で「Do on Do 〜坊っちゃんいっしょに踊りゃんせ〜」を初披露。 |
| 11月10日              | わーすたライブツアー2019 〜遮二無二 xxx!〜                                               | 【福岡】DRUM Be-1                                       | 2回公演。 |
| 12月1日               | わーすたライブツアー2019 〜遮二無二 xxx!〜                                               | 【愛知】THE BOTTOM LINE                                 | 2回公演。 |
| 12月8日               | わーすたライブツアー2019 〜遮二無二 xxx!〜                                               | 【大阪】amHALL                                          | 2回公演。 |
| 12月26日              | わーしっぷ大感謝祭2019                                                                   | 新宿ReNY                                                | |
| 2020年                |                                                                                          |                                                         | |
| 2月15日               | FC限定「わーしっぷバレンタイン♡」                                                        | 横浜YTJホール                                           | 2回公演。 |
| 2月16日               | 男子禁制！わーすた女子パーティー♡ Vol.3                                                  | WWW X                                                   | 2回公演。女性限定ライブ。 |
| 3月21日 (延期→中止)   | 三品瑠香のbirthしたデイLIVE＾＾                                                          | HY TOWN HALL                                            | 三品のソロイベントだったが、新型コロナウイルス感染症の流行の影響により延期となった。しかし、通常での公演の振替日の見通しがつかずチケットは払い戻しとなった。                                                           |
| 3月21日 (延期→中止)   | 19歳なりましたわ〜!!!! お祝いサンキュー愛してるぜベイベー＾＾                            | HY TOWN HALL                                            | 新型コロナウイルス感染症の流行の影響により延期となった。しかし、通常での公演の振替日の見通しがつかずチケットは払い戻しとなった。                                                                                       |
| 3月28日               | The World Standard 〜わーすた 5さいになりました!〜                                       | オンライン（mu-mo LIVE） (LINE CUBE SHIBUYA)            | チケットは完売したが、新型コロナウイルス感染症の流行の影響により、無観客ライブとして決行した。その模様は有料でライブ配信された。「いまはむかし」・「ちいさな ちいさな -2020 ver.-」を初披露。                          |
| 4月18日 - 22日 (中止) | ファンツアー『それゆけ!わーしっぷ★〜海をこえたよ! ハワイ編〜』                           | アメリカ合衆国 ハワイ                                   | 新型コロナウイルス感染症の流行の影響により中止された。 |
| 6月28日               | 「わーしっぷ」出港2周年祝賀会                                                            | オンライン（わーしっぷ公式サイト）                      | オンラインで開催。 |
| 7月18日               | 夏だ! ライブだ! わーすたワンマン!                                                        | オンライン（mu-mo LIVE）                                | 「四季ドロップス」を初披露。 |
| 7月24日               | 三品瑠香 生誕イベント「遅ればせながらbirthしたdayLIVE」                                  | オンライン（OPENREC.tv）                                | 3月21日に予定されていた三品のソロイベントの代替公演をオンラインで開催。三品が作詞作曲したオリジナル曲(タイトル未定)を初披露。                                                                                          |
| 8月2日                | わーすたのゆうめいににゃるTV! 『サンデー! サンシャイン!』リリースイベントミニライブ      | オンライン（OPENREC.tv）                                | 「べちょべちょパンケーキ? feat.そこの君。a.k.a.ヲタ」を初披露。 |
| 10月18日              | What's standard!? 〜発売記念ワンマンライブ〜                                             | オンライン（ZAIKO）                                     | 「萌ってかエモ」を初披露。 |
| 11月28日              | エイベのアイドルコンサート (昼公演)『The World Standard 2020 〜華麗にいただくにゃー!〜』 | LINE CUBE SHIBUYA                                       | 有観客ライブとして開催。同時に有料でライブ配信された(OPENREC.tv)。「Never Ending The World」・「ハロー to the world」を初披露。                                                                                        |
| 12月28日              | わーしっぷ大感謝祭2020                                                                   | Zepp TOKYO                                              | 有観客ライブとして開催。同時に有料でライブ配信された(ZAIKO)。2回公演。 |
| 2021年                |                                                                                          |                                                         | |
| 1月1日                | わーすた New Year Live 〜お家でいっしょに踊りゃんせ!〜                                   | オンライン（mu-mo LIVE）                                | 事前収録されたものを配信限定で公開した。 |
| 1月30日 (中止)        | わーすたのスーパースターロード・オブ・スタート〜成人式の回〜                             | 豊洲PIT                                                 | 新型コロナウイルスの感染拡大による政府の緊急事態宣言の発令を受け中止された。 |
| 1月30日 (中止)        | わーしっぷ新年会2021                                                                     | 豊洲PIT                                                 | 新型コロナウイルスの感染拡大による政府の緊急事態宣言の発令を受け中止された。 |
| 3月27日               | わーすた6周年ライブ〜会場まるごと ROCKYOU〜                                              | TOKYO DOME CITY HALL                                    | 2回公演。ライブの模様はCS衛星劇場で同年5月9日に放送された。 |
| 5月4日 (中止)         | わーしっぷ限定「メジャーデビュー5周年記念パーティー」                                    |                                                         | 廣川が新型コロナウイルスPCR検査の結果、陽性と確認されたため中止。 |
| 6月6日                | 廣川奈々聖 22nd バースデーイベント 〜現役わかめんたる!〜                                 | セルリアンタワー東急ホテル セルリアンタワーボールルーム | 2回公演。5月16日に開催予定だったが、廣川が新型コロナウイルスPCR検査の結果、陽性と確認されたため延期された。 |
| 7月22日               | わーすたファンクラブイベント2021 "お待たせ!わーしっぷ!"                                  | 神田明神ホール                                          | 3回公演。 |
| 8月9日                | 松田美里22ndバースデーイベントおぎゃー                                                   | harevutai                                               | 2回公演。 |
| 9月18日               | わーすた LIVE TOUR 2021〜君と僕の青春歌!〜                                               | 【東京】Zepp DiverCity (TOKYO)                          | 2回公演。第1部で「雨のキモチ」を初披露。 |
| 9月20日               | わーすた LIVE TOUR 2021〜君と僕の青春歌!〜                                               | 【大阪】Zepp Namba (OSAKA)                              | 2回公演。 |
| 10月31日              | 小玉梨々華 21st birthday event                                                           | harevutai                                               | 2回公演。 |
| 12月25日              | The World Standard 〜わーすたリクエストアワー〜                                          | 中野サンプラザ コンサートホール                         | 2部で「いまはむかし」を有観客ライブにおいては初めて披露。ライブの模様はCSテレ朝チャンネル1で生中継された。 |
| 12月25日              | The World Standard 〜坂元葉月 卒業ライブ〜                                               | 中野サンプラザ コンサートホール                         | 2部で「いまはむかし」を有観客ライブにおいては初めて披露。ライブの模様はCSテレ朝チャンネル1で生中継された。 |
| 2022年                |                                                                                          |                                                         | |
| 1月10日               | The World Standard〜改めまして、わーすたです!〜                                          | 山野ホール                                              | 4人体制初ワンマンライブ、2回公演。第1部で「ミライバルダンス」を初披露。 |
| 3月19日               | 三品瑠香生誕LIVE〜21だね!ひゅうひゅう!〜                                                 | 新宿FACE                                                | 2回公演。昼公演は完売。「さよなら、わたし」・「優しい泡」・「自惚れ正義」・「揺蕩うメロディ」を初披露。 |
| 3月26日               | The World Standard〜石の上にネコも乗る7年〜                                              | 豊洲PIT                                                 | 2回公演。ライブの模様はCS衛星劇場で同年5月7日に放送された。 |
| 5月15日               | 廣川奈々聖 生誕祭2022!                                                                   | 山野ホール                                              | 2回公演。 |
| 6月12日               | わーすた LIVE TOUR 2022 〜とっておきの夏、始めますか?〜                                  | 【大阪】梅田CLUB QUATTRO                                | 2回公演。大阪、愛知は前売りで、東京も当日完売した。 |
| 7月10日               | わーすた LIVE TOUR 2022 〜とっておきの夏、始めますか?〜                                  | 【福岡】スカラエスパシオ                                | 2回公演。大阪、愛知は前売りで、東京も当日完売した。 |
| 7月24日               | わーすた LIVE TOUR 2022 〜とっておきの夏、始めますか?〜                                  | 【愛知】THE BOTTOM LINE                                 | 2回公演。大阪、愛知は前売りで、東京も当日完売した。 |
| 8月11日               | わーすた LIVE TOUR 2022 〜とっておきの夏、始めますか?〜                                  | 【東京】NEW PIER HALL                                   | 2回公演。大阪、愛知は前売りで、東京も当日完売した。 |
| 8月13日               | 松田美里お誕生日記念バスツアー! 2022 #てこを連れ季節を泳ぐらしい                         |                                                         | 日帰りバスツアー |
| 10月2日               | 女子限定ライブ「男子禁制!わーすた女子パーティ♡ 〜大阪すっきゃねん〜」                    | 味園ユニバース                                          | |
| 10月2日               | FC限定ツアー「わーすたFCツアー 2022 〜集まれ!わーしっぷ!〜」                             | 【大阪】味園ユニバース                                  | |
| 11月13日              | FC限定ツアー「わーすたFCツアー 2022 〜集まれ!わーしっぷ!〜」                             | 【東京】SHIBUYA PLEASURE PLEASURE                       | 2回公演。第1部で「すまん、犬。」を初披露。 |
| 10月6日               | 小玉梨々華 22nd birthday event                                                           | duo MUSIC EXCHANGE                                      | 2回公演。MCはオラキオが担当。 |
| 11月20日              | 女子限定ライブ「男子禁制!わーすた女子パーティ♡inサンリオピューロランド」                 | サンリオピューロランド フェアリーランドシアター         | 2回公演。 |
| 12月25日              | わーしっぷ大感謝祭2022                                                                   | 山野ホール                                              | 2回公演。 |
| 2023年                |                                                                                          |                                                         | |
| 3月11日               | 三品瑠香 Birthday Live 〜やったれ!vol.22〜                                               | 神田スクエアホール                                      | 2回公演。「どうせなら」を初披露。 |
| 3月26日               | The World Standard 〜8周年の愛をどうぞ!〜                                                | Zepp Haneda (TOKYO)                                     | 2回公演。第1部で「Tokimeki*Sing A Song」を初披露。ライブの模様はCS衛星劇場で同年5月27日に放送された。 |
| 5月15日               | 廣川奈々聖 生誕ソロライブ2023 〜#ななせのプレイリスト!〜                                 | The Garden Room                                         | |
| 5月15日               | 廣川奈々聖 生誕ライブ2023 〜#わーすた大集合パーティ!〜                                   | The Garden Room                                         | |
| 5月20日               | わーすたのスタこらスタすた                                                               | LOFT9 Shibuya                                           | 2回公演。MCはオラキオが担当。夜の部はツイキャスで生配信された。 |
| 6月24日               | わーしっぷライブ2023〜お乗り換えはこちらです!〜                                          | SHIBUYA PLEASURE PLEASURE                               | 2回公演。「ミラクルマジカルヘルシーパワー」を初披露。 |
| 8月6日                | 松田美里Birthday Live 2023〜可愛いてこ色で メロメロよ〜                                  | The Garden Room                                         | 2回公演。 |
| 8月12日               | The World Standard〜史上最高の恋しよう?〜                                                | 1000 CLUB                                               | 2回公演。生バンドライブ。「セラセラヴィ。」・「星の降らないタイムライン」を初披露。 |
| 10月1日               | 小玉梨々華 23rd birthday event                                                           | The Garden Room                                         | 2回公演。 |
| 10月8日               | まやーと過ごす 沖縄ライブ前夜祭!                                                         | acoute                                                  | |
| 10月9日               | わーすたワンマンライブin沖縄〜まやーの夏は終わらない!〜                                  | ミュージックタウン音市場                                | |
| 10月9日               | わーすたワンマンライブin沖縄〜まやーと宴だ!いーやーさーさー!〜                           | ミュージックタウン音市場                                | |
| 10月15日              | SPINNSコラボイベント東京編                                                               | SPINNS SHIBUYA109                                       | 第1部に廣川と松田が、第2部に小玉と三品が参加 |
| 11月18日              | それゆけ★わーしっぷ〜わーすたと行くぎゅうっと日帰りバスツアー!〜                         | マザー牧場                                              | |
| 11月23日              | わーすたカレンダーBOOK 2024発売記念グループイベント                                      | グレースバリ池袋本店                                    | |
| 11月25日              | わーすたカレンダーBOOK 2024 発売記念個別イベント                                         | グレースバリ新宿本店                                    | |
| 11月26日              | 男子禁制!わーすた女子パーティ♡〜目移りやめてよっ!〜                                      | SUPERNOVA KAWASAKI                                      | |
| 11月26日              | わーすたワンマンライブ〜どきどき更新ちゅー????〜                                         | SUPERNOVA KAWASAKI                                      | 「えいきゅーむちゅーでこうしんちゅっ!♡」を初披露。 |
| 12月27日              | わーしっぷ大感謝祭2023〜待たせてすまん、クリスマス!〜                                    | 新宿ReNY                                                | |
| 12月27日              | わーしっぷ大感謝祭2023〜今年もスーパーありがとうさぎ!〜                                  | 新宿ReNY                                                | |
| 2024年                |                                                                                          |                                                         | |
| 2月3日                | 専門学校を巡る!スペシャルライブ〜初めまして、わーすたです♡〜                             | 【兵庫】神戸・甲陽音楽&ダンス専門学校                   | |
| 2月4日                | 専門学校を巡る!スペシャルライブ〜初めまして、わーすたです♡〜                             | 【大阪】OSM大阪スクールオブミュージック専門学校         | |
| 3月20日               | 専門学校を巡る!スペシャルライブ〜初めまして、わーすたです♡〜                             | 【福岡】FSM福岡スクールオブミュージック＆ダンス専門学校 | |
| 3月3日                | 三品瑠香生誕LIVE 〜アイドル人生!万々歳!〜                                                | 山野ホール                                              | 2回公演。 |
| 3月24日               | わーすた9周年ライブ「The World Standard 〜古今東西!わーすた楽曲総選挙〜」                | 【大阪】umeda TRAD                                      | |
| 3月24日               | わーすた9周年ライブ「The World Standard 〜わーすたに、えいきゅーむちゅー!♡〜」           | 【大阪】umeda TRAD                                      | |
| 3月30日               | わーすた9周年ライブ「The World Standard 〜古今東西!わーすた楽曲総選挙〜」                | 【東京】EX THEATER ROPPONGI                             | |
| 3月30日               | わーすた9周年ライブ「The World Standard 〜わーすたに、えいきゅーむちゅー!♡〜」           | 【東京】EX THEATER ROPPONGI                             | |
| 4月20日               | わーしっぷリニューアル1周年記念イベント『わーしっぷ春のファン祭り!』                     | グレースバリ上野公園前店                                | 2回公演。 |
| 5月12日               | ななせのばーすでーFESTIVAL♡inサンリオピューロランド〜世界でいちばんKAWAII!〜             | サンリオピューロランド                                  | シナモロールと共演 |
| 5月12日               | ななせのばーすでーFESTIVAL♡inサンリオピューロランド〜ぜんぶ独り占め!〜                   | サンリオピューロランド                                  | シナモロールと共演 |
| 6月5日・6日           | わーしっぷライブ2024〜りにゅーある1周年!渋谷に集合!〜                                    | SHIBUYA PLEASURE PLEASURE                               | 6月5日に「夏恋ジレンマ」を初披露。 |
| 6月14日 - 6月16日     | わーすたアパレルブランド「whimtet」POPUP STORE                                           | Laforet Harajuku 5階 MAKE THE STAGE                     | 15日・16日に2ショット写メ会を開催。 |
| 6月26日               | わーすたのにゃんだふるラジオ! 初めての公開収録! 〜supported by avexの部長〜              | 都内某所                                                | 2本撮り。 |
| 8月4日                | わーすた夏恋ツアー2024                                                                   | 【神奈川】YOKOHAMA Bay Hall                             | 各会場ともA公演、B公演を開催。サブタイトルは、A公演は「〜ねえ 君を好きになってから 15-19〜」、B公演は「〜まだ 君の知らない秘密 20-24〜」。                                                                             |
| 8月11日               | わーすた夏恋ツアー2024                                                                   | 【広島】SIX ONE Live STAR                               | 各会場ともA公演、B公演を開催。サブタイトルは、A公演は「〜ねえ 君を好きになってから 15-19〜」、B公演は「〜まだ 君の知らない秘密 20-24〜」。                                                                             |
| 8月12日               | わーすた夏恋ツアー2024                                                                   | 【福岡】BEAT STATION                                    | 各会場ともA公演、B公演を開催。サブタイトルは、A公演は「〜ねえ 君を好きになってから 15-19〜」、B公演は「〜まだ 君の知らない秘密 20-24〜」。                                                                             |
| 8月17日               | わーすた夏恋ツアー2024                                                                   | 【大阪】Banana Hall                                     | 各会場ともA公演、B公演を開催。サブタイトルは、A公演は「〜ねえ 君を好きになってから 15-19〜」、B公演は「〜まだ 君の知らない秘密 20-24〜」。                                                                             |
| 8月18日               | わーすた夏恋ツアー2024                                                                   | 【愛知】SPADE BOX                                       | 各会場ともA公演、B公演を開催。サブタイトルは、A公演は「〜ねえ 君を好きになってから 15-19〜」、B公演は「〜まだ 君の知らない秘密 20-24〜」。                                                                             |
| 8月31日               | わーすた夏恋ツアー2024                                                                   | 【埼玉】HEAVEN'S ROCKさいたま新都心                     | 各会場ともA公演、B公演を開催。サブタイトルは、A公演は「〜ねえ 君を好きになってから 15-19〜」、B公演は「〜まだ 君の知らない秘密 20-24〜」。                                                                             |
| 9月1日                | わーすた夏恋ツアー2024                                                                   | 【宮城】仙台darwin                                      | 各会場ともA公演、B公演を開催。サブタイトルは、A公演は「〜ねえ 君を好きになってから 15-19〜」、B公演は「〜まだ 君の知らない秘密 20-24〜」。                                                                             |
| 9月16日               | わーすた夏恋ツアー2024                                                                   | 【北海道】PLANT                                         | 各会場ともA公演、B公演を開催。サブタイトルは、A公演は「〜ねえ 君を好きになってから 15-19〜」、B公演は「〜まだ 君の知らない秘密 20-24〜」。                                                                             |
| 9月22日               | わーすた夏恋ツアー2024                                                                   | 【山梨】甲府CONVICTION                                  | 各会場ともA公演、B公演を開催。サブタイトルは、A公演は「〜ねえ 君を好きになってから 15-19〜」、B公演は「〜まだ 君の知らない秘密 20-24〜」。                                                                             |
| 9月29日               | わーすた夏恋ツアー2024                                                                   | 【東京】神田スクエアホール                              | 各会場ともA公演、B公演を開催。サブタイトルは、A公演は「〜ねえ 君を好きになってから 15-19〜」、B公演は「〜まだ 君の知らない秘密 20-24〜」。                                                                             |
| 8月9日・10日          | 松田美里バースデー広島旅 2024 〜てこちゃんとお泊まりしちゃお〜                           | 広島県内                                                | バスツアー |
| 10月12日              | 小玉梨々華 24th birthday event                                                           | harevutai                                               | 2回公演。 |
| 11月23日・24日        | わーすた主催フェス「にゃんぽこらフェス！」                                               | 品川ステラボール                                        | |
| 12月31日              | わーしっぷ大感謝祭2024〜大晦日だけど、クリスマスしマス!〜                                | 新宿ReNY                                                | |
| 12月31日              | わーすたカウントダウンSPライブ!2024→2025                                                 | 新宿ReNY                                                | |
| 2025年                |                                                                                          |                                                         | |
| 1月18日・19日         | それゆけ わーしっぷ!〜ほな、京都いきましょか〜                                           | 京都                                                    | |
| 1月25日               | わーすた ONEMAN LIVE in TAIWAN                                                           | 台湾Breeze MEGA Studio                                  | |
| 3月8日                | わーすた10周年写真集「KAWAII WORLD」 予約イベント                                        | タワーレコード 錦糸町パルコ店                           | |
| 3月9日                | わーすた10周年写真集「KAWAII WORLD」 ネットサイン会                                      | YouTube                                                 | |
| 3月29日               | わーすた 10th Anniversary LIVE「The World Standard〜10周年も愛されちゃいます!〜」        | LINE CUBE SHIBUYA                                       | ライブの模様はCSテレ朝チャンネル1で生中継された。 |
| 3月30日               | わーすた10周年写真集「KAWAII WORLD」 お渡しイベント                                      | ヴィレッジヴァンガード渋谷本店                          | |
| 4月13日               | 10th Anniversary LIVE「The World Standard〜10周年も愛されちゃいます!〜｣ 2ショット撮影会  | 横浜ワールドポーターズ イベントホール                   | |
| 5月11日               | 廣川奈々聖 生誕祭2025 ～にゃにゃせは犬派！☆～                                            | SHIBUYA PLEASURE PLEASURE                               | |
| 5月11日               | 廣川奈々聖 生誕祭2025 ～なちゅ恋エンドレス！♡～                                          | SHIBUYA PLEASURE PLEASURE                               | |
| 5月30日               | 「わーすたのにゃんだふるラジオ!」公開イベント                                            | 東京都内スタジオ                                        | |
| 6月15日               | わーすた×ミニチュアミュージアム スモールワールズ コラボ記念ワンマンライブ                | ミニチュアミュージアム スモールワールズ                 | 「Sweet Fancy Chu-n」を初披露 |
| 6月25日・26日         | わーしっぷライブ2025 〜そろそろ渋谷に銅像立てたいにゃん〜                                | SHIBUYA PLEASURE PLEASURE                               | 6月25日に「アレグロめいてるランナップ」を初披露 |
| 7月12日・13日         | わーすた プレミアムライブ 〜これが私のアイドル道!〜                                      | AKIBAカルチャーズ劇場                                   | ストリート生時代の楽曲をパフォーマンス |
| 8月8日                | 松田美里 Birthday Live 2025♡                                                             | 白金高輪SELENE b2スタジオ                               | 2回公演。第一部はメンバー全員出演。 |
| 8月11日               | The World Standard〜君と鳴らす Summer Chuuuuuuuu-n!!!!〜                                 | 豊洲PIT                                                 | 2部構成。後半はサプライズでNEKONOTE BANDが参加。生バンドライブが開催された。 |
| 10月2日               | 小玉梨々華25th birthday event                                                            | 白金高輪SELENE b2スタジオ                               | |
| 10月19日              | 全国ツアー                                                                               | 【北海道】cube garden                                   | |
| 11月8日               | 全国ツアー                                                                               | 【京都】FAN J                                           | |
| 11月16日              | 全国ツアー                                                                               | 【広島】LIVE VANQUISH                                   | |
| 11月30日              | 全国ツアー                                                                               | 【東京】新宿ReNY                                        | |
| 12月7日               | 全国ツアー                                                                               | 【福岡】トヨタホール スカラエスパシオ                   | |
| 1月12日               | 全国ツアー                                                                               | 【愛知】JAMMIN                                          | |
| 1月25日               | 全国ツアー                                                                               | 【沖縄】桜坂セントラル                                  | |
| 11月2日・3日          | わーすた主催フェス「にゃんぽこらフェス！vol.2」                                          | ベルサール汐留                                          | |
| 11月23日              | 男性限定イベント                                                                         | Spotify O-WEST                                          | |
| 11月23日              | 女性限定イベント                                                                         | Spotify O-WEST                                          | |

### 定期公演
| 公演日                                            | 公演名                                                               | 会場                                      | 備考                                                                                             |
| 2015年                                            | 2015年                                                               | 2015年                                    | 2015年                                                                                           |
| ------------------------------------------------- | -------------------------------------------------------------------- | ----------------------------------------- | ------------------------------------------------------------------------------------------------ |
| 7月24日・31日・8月7日・14日・21日・28日           | デビュー直前アイドル5組新人公演2015〜真夏のシンデレラたち〜          | AKIBAカルチャーズ劇場                     | 7月24日に「Zili Zili Love」を初披露。公演名にちなみSUPER☆GiRLSの「純情シンデレラ」を毎公演披露。 |
| 10月5日・19日・11月2日・16日・30日・12月7日・21日 | ワンダフル・ワールド                                                 | AKIBAカルチャーズ劇場                     | 10月5日に「ワンダフル・ワールド」を初披露。12月21日はチケットが完売。                            |
| 2016年                                            |                                                                      |                                           |                                                                                                  |
| 3月29日                                           | わーすた結成1周年記念&定期ライブ「わーすたランド わ-1」              | 新宿BLAZE                                 | 「スイカ割り」を初披露。                                                                         |
| 6月10日                                           | わーすたランド わ-2                                                  | 原宿ASTRO HALL                            | チケットが完売                                                                                   |
| 9月3日                                            | わーすたランド わ-3                                                  | TSUTAYA O-EAST                            | 「グーチョキパンツの正義さん」を初披露。チケットが完売。                                         |
| 2017年                                            |                                                                      |                                           |                                                                                                  |
| 1月28日                                           | わーすたランド わ-4                                                  | 横浜ベイホール                            | 2回公演                                                                                          |
| 3月29日                                           | わーすた結成2周年記念&わーすたランド わ-5                            | WWW X                                     | メンバーの勉強している外国語の歌詞が入った「Magical Word」初披露。2回公演。                      |
| 6月23日                                           | わーすたランド わ-6                                                  | 新宿ReNY                                  | 「恋するにゃこたん 〜フリもフラレもあなたのまま〜」を初披露。2回公演。                           |
| 9月16日                                           | わーすたランド わ-7                                                  | TSUTAYA O-EAST                            | 2回公演                                                                                          |
| 2018年                                            |                                                                      |                                           |                                                                                                  |
| 2月4日                                            | わーすたランド わ-8                                                  | 白金高輪SELENE b2                         | 2回公演                                                                                          |
| 4月29日                                           | わーすたぷらねっと 〜funtasy〜                                       | 渋谷CLUB QUATTRO                          | 「タピオカミルクティー」を初披露。2回公演                                                        |
| 6月2日                                            | わーすたぷらねっと 〜future〜                                        | 恵比寿ガーデンプレイス ザ・ガーデンルーム | 「JUMPING SUMMER」を初披露。2回公演                                                              |
| 10月8日                                           | わーすたぷらねっと 〜nature〜                                        | 渋谷ストリームホール                      | 「デデスパボン!」を初披露。2回公演                                                               |
| 2019年                                            |                                                                      |                                           |                                                                                                  |
| 2月9日                                            | わーすたぷらねっと 〜cinema〜                                        | 神田明神ホール                            | 「SHINING FLOWER」を初披露。2回公演                                                              |
| 2021年                                            |                                                                      |                                           |                                                                                                  |
| 7月3日                                            | <7月公演> わーすた3か月連続オンラインライブ 〜恋する乙女!〜          | オンライン（OPENREC.tv）                  |                                                                                                  |
| 8月29日                                           | <8月公演> わーすた3か月連続オンラインライブ 〜猫耳しんどい、、、〜   | オンライン（OPENREC.tv）                  |                                                                                                  |
| 9月26日                                           | <9月公演> わーすた3か月連続オンラインライブ 〜にゃっ!にゃぁ!Shine!〜 | オンライン（OPENREC.tv）                  |                                                                                                  |

### イベント
※公演・イベント終了後、随時握手会などを開催。また、FC限定イベントにも出演。

## 出演

### テレビ
- あいどりゅ☆（2015年10月7日 - 2016年3月30日、日本海テレビ）
- パワーパフガールズ 公式ダンスミュージック「ぱわわわわん!!! パワーパフガールズ」（2016年6月18日 - 、カートゥーン ネットワーク）
- ライブB♪（2016年9月28日・2017年4月26日、TBS） - 初の音楽番組出演。2016年9月28日は「完全なるアイドル」を、2017年4月26日は「Just be yourself」を歌唱。
- おはスタ（2017年2月28日、テレビ東京） -「いぬねこ。青春真っ盛り」歌唱
- この指と〜まれ!（2017年5月26日・8月4日、フジテレビ）
- キラッとプリ☆チャン（2018年8月26日、テレビ東京） - 本人役（声の出演）
- PLAYLIST（2019年5月28日、2020年11月24日、TBS）
- アイドルクリスマスフェス（2020年12月23日、BSスカパー）
- スカパー！スプリングフェス2021（2021年3月30日、BSスカパー）
- わーすた6周年ライブ インタビューSP（2021年5月8日、衛星劇場）[21]
- わーすた6周年ライブ 〜会場まるごとROCK YOU〜 オーディオコメンタリーver.（2021年5月29日、衛星劇場）[21]
- スカパー！アイドルフェス！〜2021クリスマス〜（2021年12月22日、BSスカパー）
- The World Standard 〜わーすたリクエストアワー〜 直前スペシャル（2021年12月25日、テレ朝チャンネル1）[22]
- わーすた クリスマスパーティー2021（2021年12月25日、テレ朝チャンネル1）
- わーすた7周年ライブ「The World Standard〜石の上にネコも乗る7年〜」オーディオコメンタリーver.（2022年5月22日、衛星劇場）[23]
- わーすた8周年ライブ「The World Standard 〜8周年の愛をどうぞ！〜」オーディオコメンタリーver.（2023年5月28日、衛星劇場）[24]
- 御社でインターンよろしいでしょうか？（2024年11月23日・2025年7月27日、BS-TBS）- 廣川・松田（2024年11月23日）[31]、小玉・三品（2025年7月27日）[32]

### ラジオ
- わーるどすたんだーどニッポン (2016年10月2日 - 2017年3月26日、ニッポン放送)
- Till Dawn Music デジタルネイティブ世代アイドル わーすたのわーるどすたんだーどらじお（2018年2月27日〈2018年2月28日未明〉、MBSラジオ）
- わーすたのにゃんだふるラジオ!（2023年7月16日、23日、2024年2月18日、25日、ABCラジオ）

### ポッドキャスト
- わーすたのにゃんだふるラジオ!（2024年4月18日 - 、ABCラジオ）[33]

### ネット配信
- YouTube
  - わ→Tube : YouTubeの「アイドルストリート公式チャンネル」内で、2015年7月〜9月に配信された、結成から新人公演の優勝までを追ったドキュメンタリー動画（全10回）。2015年10月〜12月には「わ→Tube2」を配信（全4回）、2016年は「わ→Tube2016」、2017年は「わ→Tube2017」、2018年は「わ→Tube2018」、「わ→Tubeわんだふる」を配信。撮影・編集は大森規弘、制作協力は松田一輝と、hanarichuのスタッフが映像制作に携わっている[広報 17]。
  - わーすた公式チャンネル : 2019年10月3日、YouTubeに「わーすた公式チャンネル」を開設した[34]。以降、「アイドルストリート公式チャンネル」内で配信していた「わ→Tube」や、「avex公式チャンネル」内で配信していたMVのフルバージョンが、毎日2本程度ずつ引越ししている。また、従来からわーすたのライブはスマートフォンでのみ動画の撮影が許可され、SNSにアップすることも許可されているので、既に多数のライブ動画が「わーしっぷ」によって拡散されているが、わーすた公式チャンネルでは本格的に機材を使って撮影された公式のライブビデオの配信も行われている。
- SHOWROOM
  - わーすたのKAWAII☆ROOM [注 8]（2015年5月28日 - 2018年6月29日、毎週木曜、SHOWROOM）
  - iDOL Street Carnival 2016 直前SP（2016年1月7日、SHOWROOM） - 坂元・小玉
  - わーすたトーク部（2018年7月5日 - 2019年3月28日、不定期木曜、SHOWROOM）
  - わーすたのKAWAII☆ROOMリターンズ（2019年5月31日・6月18日、全2回、SHOWROOM）
- ニコニコ生放送
  - わーすたのスタンダードスタジオ（2016年2月23日 - 2019年3月25日、毎月1回、不定期、ニコニコ生放送）
  - わーすた生出演「わーすたBEST」リリース記念SP（2020年4月1日、ニコニコ生放送）
  - わーすたのスーパースターロード・オブ・スタート（2020年5月12日 - 2022年12月13日、毎月1回（第2火曜日）、ニコニコ生放送）
- i-dio
  - わーすたのわーるどすたんだーどえふえむ（2017年4月1日 - 4月30日、全4回、Crimson FM）[広報 18]
  - TS ONE UNITED 〜わーすたのわーるどすたんだーどえふえむ ver 2.0〜（2017年10月4日 - 10月25日、全4回、TS ONE） - 坂元・小玉
- FRESH LIVE → OPENREC.tv
  - わーすた実況中!!!（2017年7月28日 - 2018年9月19日、毎月1回、不定期、FRESH LIVE）
  - わーすた授業中!!!（2018年8月7日 - 11月23日、毎月1回、不定期、FRESH LIVE）
  - お家で「わーすた 4th Anniversary LIVE〜わんだふるこれくしょん〜」公演を一緒に観よう! （2020年5月23日・24日、全2回、OPENREC） - メンバー出演は24日のみ
  - わーすたのゆうめいににゃるTV! （2020年6月11日 - 2022年12月27日、不定期、OPENREC）
  - 「The World Standard 〜わーすた5さいになりました!〜」を一緒に観よう!（2020年8月16日、OPENREC）
  - わーすたのもっと!ゆうめいににゃるTV! （2023年1月17日 - 、不定期、OPENREC）
- cookpadLive → NATSLIVE
  - 食べて応援！わーすたカレー（2020年8月7日 、単発、cookpadLive）
  - 猫耳でキュン!わーすたカフェ（2021年1月18日 - 、月1回、NATSLIVE）

### ソーシャルゲーム
- にゃんパズル（2015年9月3日 - 10月1日、ディー・エヌ・エー） - コラボレーションイベントを実施し、ゲーム内のキャラクターとして出演[35]。
- アイコイノート（2020年4月27日、GMOプレイミュージック）[36]

### イメージキャラクター
- サンリオピューロランド学生限定割引きパスポート「学パス」キャンペーンモデル（2016年1月 - 4月）
- 東京ゲームショウ2016 オフィシャルサポーター（2016年）[広報 2]
- 北海道リゾートライナー PRタレント (2017年、2018年)
- 不正商品対策協議会・一般社団法人コンテンツ海外流通促進機構 不正商品撲滅応援隊員（2018年）[広報 19]
- RAGE 2018 Summer 公式サポーター（2018年）[広報 20]
- 初代POSMEアイドルアンバサダー（2018年）[広報 21]
- 2018-2019 全国ウィンターイルミネーション応援大使（2018年）[37]
- RAGE 2019 Spring 公式サポーター（2019年）[広報 22]

### ファッションモデル
- Jamieエーエヌケー 2019 Spring Collection Vol.3「クロノスタシス」（2019年）[広報 23]
- 〜17kg × わーすた〜（2020年）[広報 24]
- TRAVAS TOKYO 2021スプリングコレクションモデル（2021年）[広報 25]

## 書籍

### 写真集
- わんだふるこれくしょん（2019年4月13日、アイドルヴィレッジ）ISBN 978-4909837172[38]
- わーすた 5周年記念 2nd写真集「1/5」（2020年3月28日、エイベックス・マネジメント）
- わーすた旅行記（2021年11月26日、徳間書店）ISBN 978-4-19-865386-6 [16]
- わーすたカレンダーBOOK 2024（2023年11月22日、主婦の友社）ISBN 9784074565108
- わーすた10周年記念写真集「KAWAII WORLD」（小学館）ISBN 978-4-09-682484-9

### 雑誌連載
- MARQUEE「世界標準アイドルへの道」（Vol.112 - 、マーキー・インコーポレイティド）
- 月刊エンタメ「わーすたのWORLD CHALLENGE」（2020年8月号 - 2022年2月号、徳間書店）

### オーディオブック
- Yuki Rhinehartの英会話レッスン featuring わーすた episode 1 - episode 3（2020年12月8日 - 2021年3月22日 、本3.1製作委員会） - 廣川・小玉・三品（Audible）